# 1162년

## 연호
- 남송(南宋) 소흥(紹興) 32년
- 금(金) 대정(大定) 2년
- 일본(日本) 오호(応保) 2년
- 서하(西夏) 천성(天盛) 14년
- 리 왕조(李朝) 다이딘(大定) 23년

## 기년
- 남송(南宋) 고종(高宗) 36년
- 금(金) 세종(世宗) 2년
- 고려(高麗) 의종(毅宗) 16년
- 서하(西夏) 인종(仁宗) 23년
- 리 왕조(李朝) 영종(英宗) 25년

## 탄생
- 5월 31일 - 몽골 제국의 초대 대칸 칭기즈 칸. (~1227년)